# Кшешовице (станция)
Кшешовице (пол. Krzeszowice) — пассажирская и грузовая железнодорожная станция в городе Кшешовице, в Малопольском воеводстве Польши. Имеет 2 платформы и 3 пути.
Станция построена в 1847 году на железнодорожной линии Домброва-Гурнича Зомбковице — Явожно-Щакова — Тшебиня — Краков.